# Donjon de Niort
Le donjon de Niort, appelé également château de Niort, est un imposant donjon double, seul vestige du château fort de Niort fortifié par Henri II d'Angleterre et son fils Richard Cœur de Lion.

## Localisation
Le donjon est situé au bord de la Sèvre Niortaise sur la commune de Niort, dans le département français des Deux-Sèvres.

## Historique
L'existence d'un castrum est attestée depuis le milieu du Xe siècle. Ce site fortifié fait l'objet d'un incendie en 1104.
C'est Henri II Plantagenêt qui, voulant mettre en valeur et en défense les domaines que sa femme, Aliénor d'Aquitaine, lui apportait par son mariage, décida de faire de Niort sa capitale, et construire à la fin du XIIe siècle le château de Niort et d'en faire une forteresse inexpugnable. C'était une véritable cité englobant des habitations, des jardins et une place d'armes sur laquelle il y avait la collégiale Saint-Gaudens, qui a été détruite au cours des guerres de religion. Plus tard, le château servira de prison.
À l'origine, les deux tours, surmontés d'une terrasse crénelée et distants de 16 mètres étaient reliées entre elles par des courtines entre lesquelles s'étendait une cour intérieure pavée. Ce n'est qu'au XVe siècle, que fut élevé le corps de bâtiment central. Au XVIIIe siècle, la tour nord s'effondre et l'on profite de sa reconstruction pour y réaliser quelques aménagements.
En 1791, il est acheté par la ville de Niort et les travaux de restauration commencent en 1820. En 1896 il devient un musée d’ethnographie régionale et depuis 2002, il est géré par la communauté d'agglomération du Niortais. La terrasse offre une vue sur la ville ancienne au sud-est et sur la Sèvre au nord-ouest.

## Description
Les deux tours reliées par une courtine sont approximativement carrées : la tour sud mesure 28 mètres de hauteur, la tour nord 23 mètres.
Leur plan est semblable : une tour cylindrique pleine englobe chaque angle et un contrefort médian consolide les murs. La courtine les reliant a été surélevée postérieurement pour recevoir des salles dans les étages.
La tour sud est un exemple typique de l'architecture militaire de cette époque : murs épais, contreforts, ouvertures peu nombreuses et de dimensions réduites avec en partie sommitale des mâchicoulis sur arcs (faces nord-est et sud-ouest), qui assurent, à partir du chemin de ronde, la défense du pied de l'ouvrage.
La tour nord s'écroula partiellement en 1749 et fut reconstruite en 1750. Elle est moins haute que la tour sud.

## Protection
Le donjon est classé monument historique sur la première liste de sites protégés en 1840.
En 2014, la protection est étendues aux vestiges du château, ainsi que le sol des parcelles sur lesquelles ils se situent.

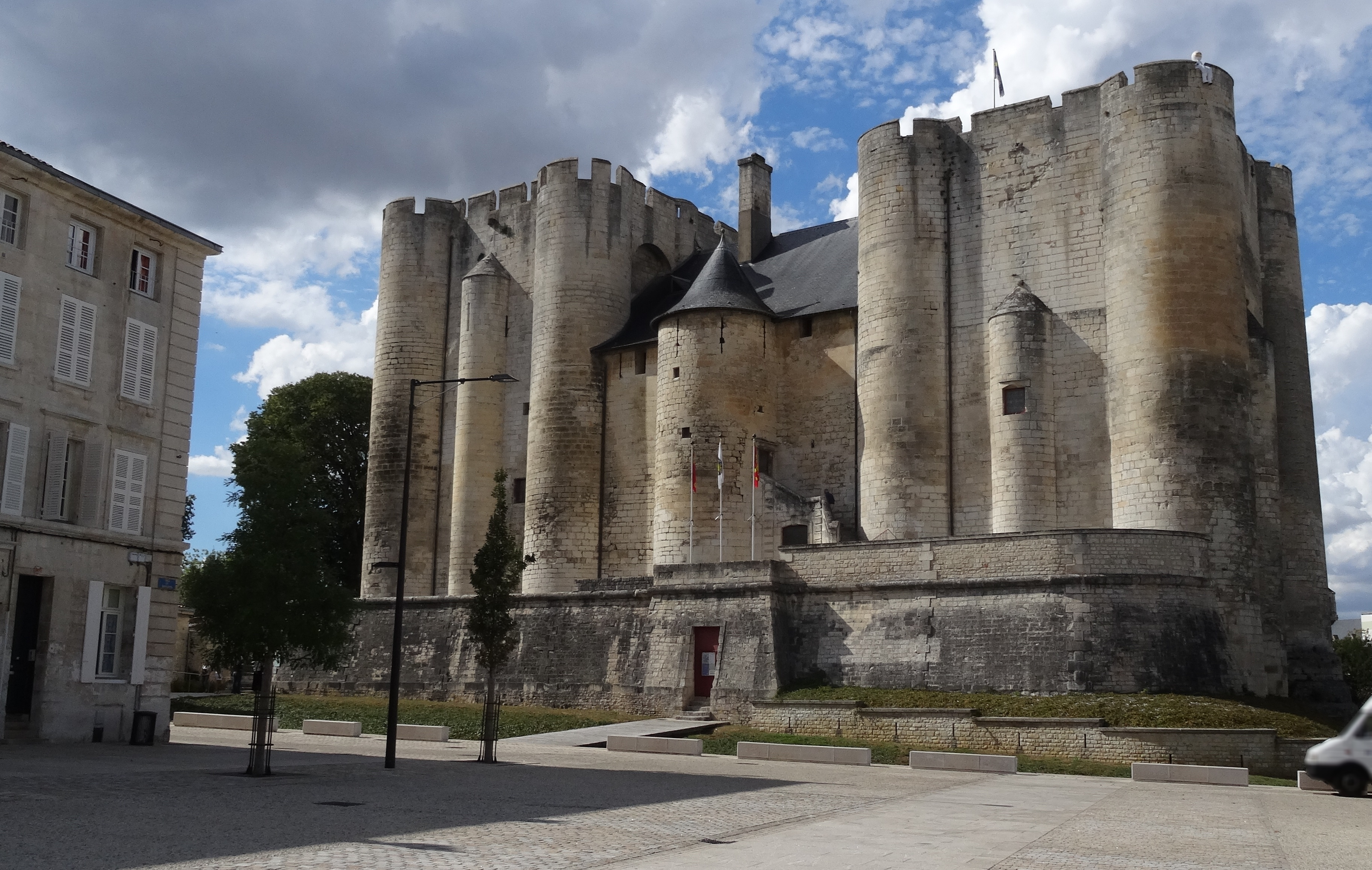
Le donjon vu côté ville (de la place du Donjon).
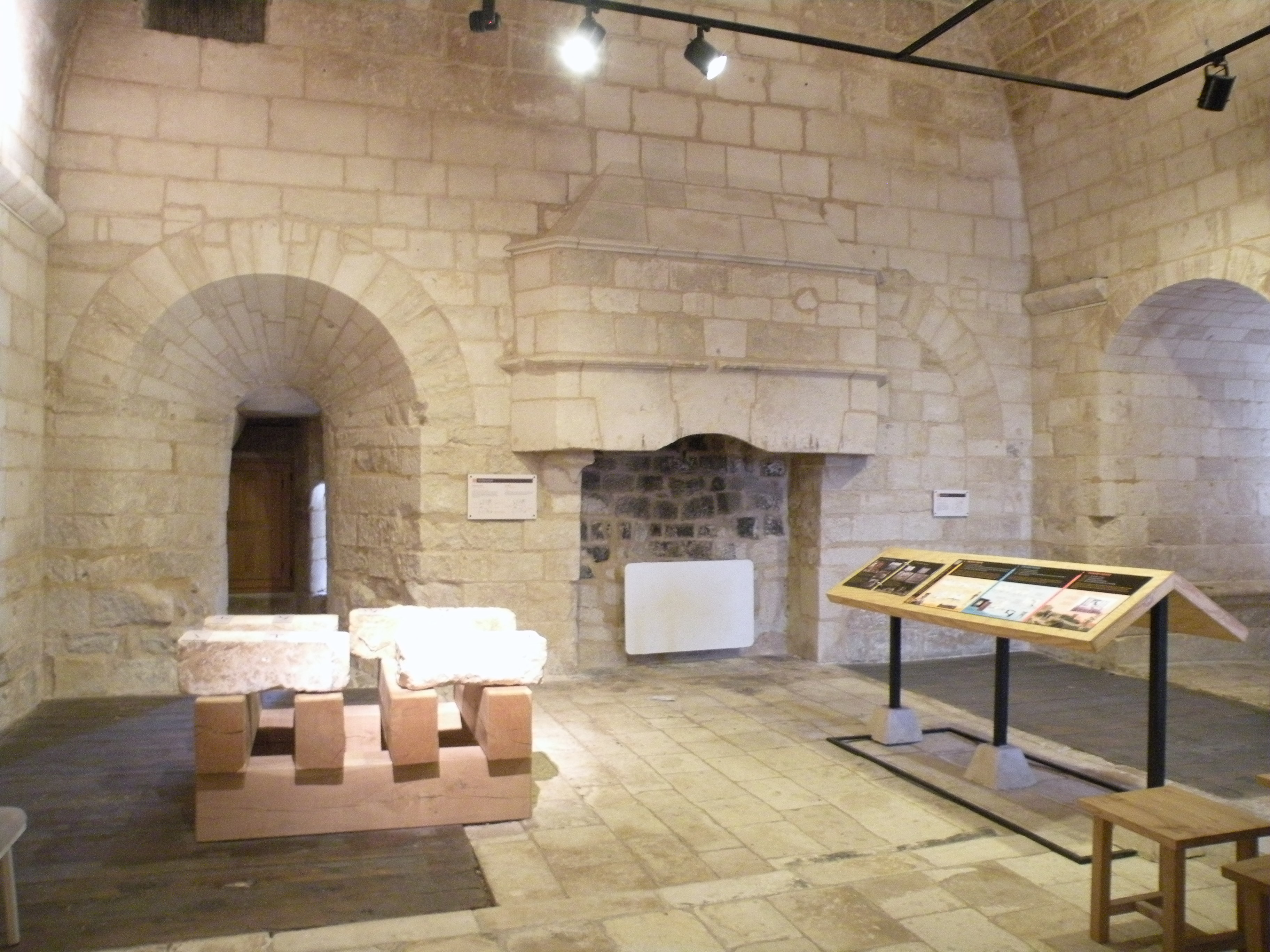
Une salle du donjon.
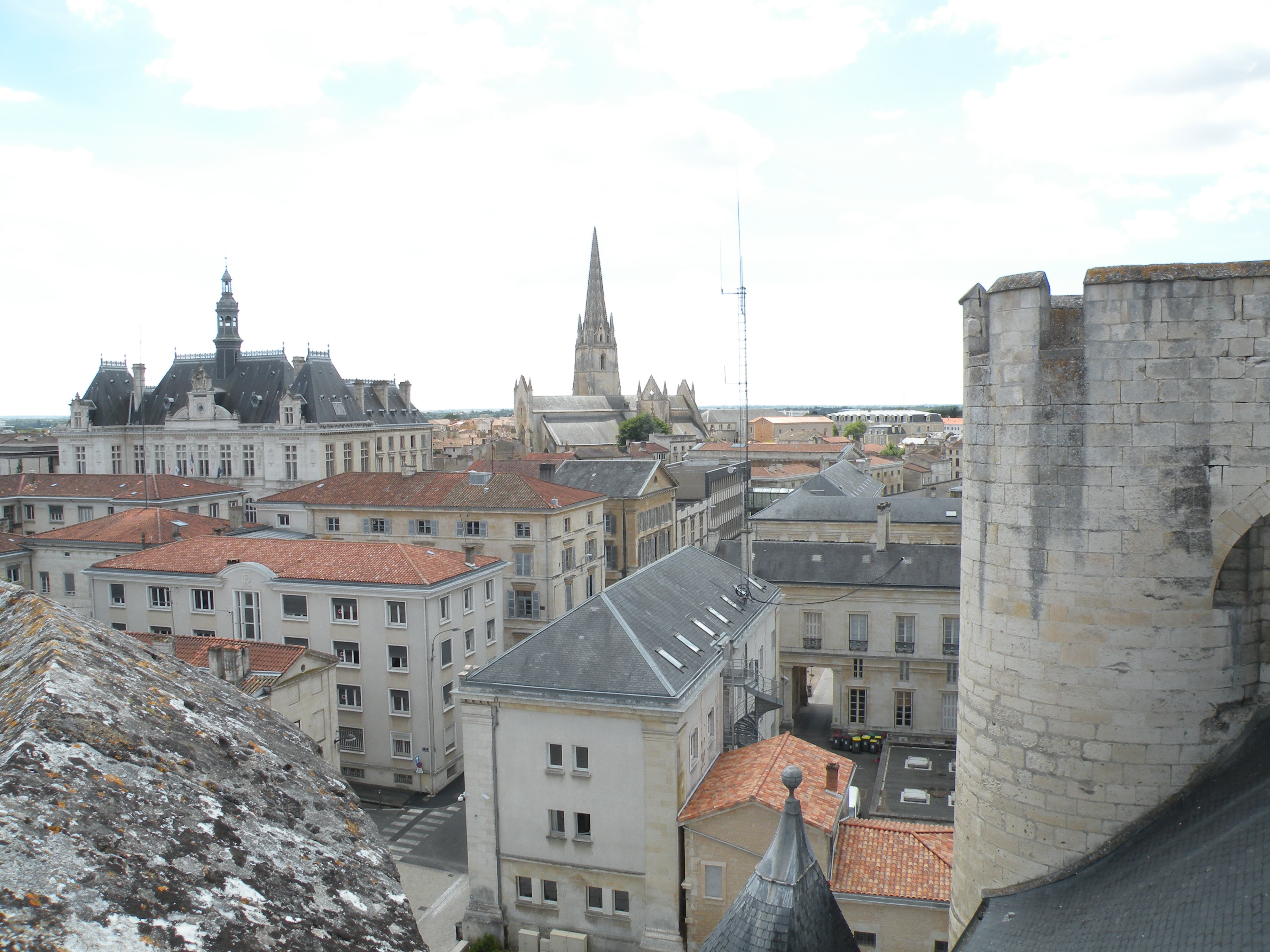
Vue vers le sud depuis le toit du donjon, notamment sur la mairie et l'église Notre-Dame.
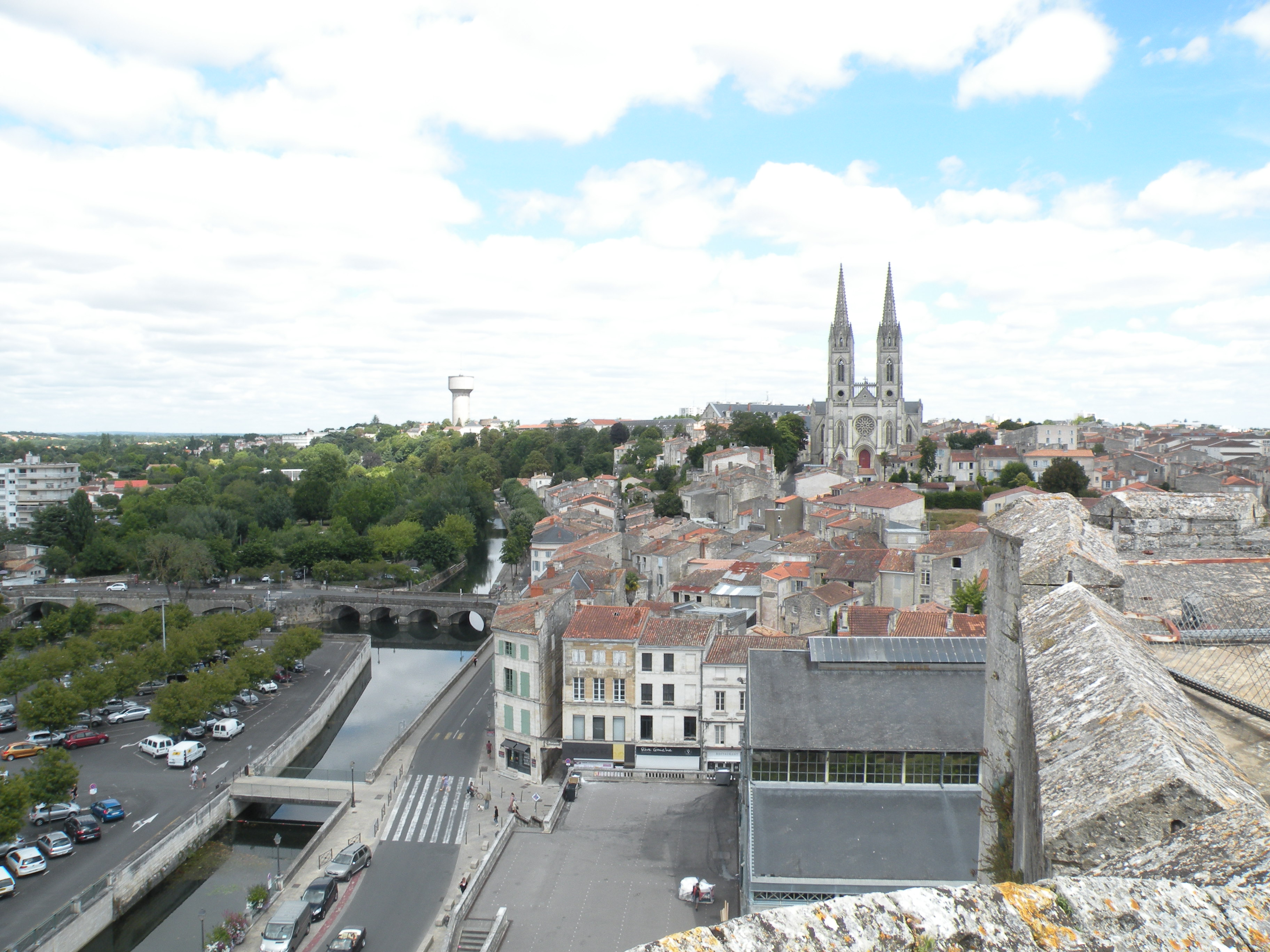
Vue vers le nord-est depuis le toit du donjon, notamment sur la Sèvre niortaise, les halles et l'église Saint-André.